# Stazione di Moneglia
Stazione di Moneglia vasútállomás Olaszországban, Moneglia településen.

## Vasútvonalak
Az állomást az alábbi vasútvonalak érintik:
- Pisa–La Spezia–Genova-vasútvonal

## Kapcsolódó állomások
A vasútállomáshoz az alábbi állomások vannak a legközelebb:
- Stazione di Riva Trigoso
- Stazione di Deiva Marina